# Mads Bech Sørensen
Mads Bech Sørensen (* 7. Januar 1999 in Horsens) ist ein dänischer Fußballspieler, der beim FC Midtjylland unter Vertrag steht. Darüber hinaus war er dänischer Juniorennationalspieler.

## Karriere

### Verein
Mads Bech Sørensen begann mit dem Fußballspielen im in der Nähe seiner Geburtsstadt Horsens gelegenen Østbirk (ein Ort mit rund 2000 Einwohnern), als er Østbirk IF beitrat. Im Alter von zwölf Jahren wechselte er in die Jugend des AC Horsens, mit dem Østbirk IF zusammenarbeitet. Aufgrund personeller Engpässe rückte er in der Saison 2014/15 beim damaligen Zweitligisten in den Spieltagskader und gab am 3. Mai 2015 im Alter von 16 Jahren – sieht man von Testspielen ab – sein Profidebüt, als er im Alter von 16 Jahren beim 1:1-Unentschieden im Zweitligaspiel bei HB Køge in der Anfangsformation stand. Bech Sørensen wurde daraufhin von seinem Trainer Bo Henriksen gelobt. Im Juni 2015 erhielt er einen Vertrag bis 2017. In den folgenden zweieinhalb Jahren kam Mads Bech Sørensen nur sporadisch für den AC Horsens, der in der Zwischenzeit in die Superligæn aufstieg, zum Einsatz, dennoch wurde sein Vertrag bis 2019 verlängert. Im August 2017 wechselte er nach England zum Zweitligisten FC Brentford. Da Bech Sørensen, auch verletzungsbedingt, nicht oft zum Einsatz kam, wurde er im Januar 2020 an den AFC Wimbledon aus der League One, der dritten englischen Liga, verliehen, zuvor wurde sein Vertrag bis 2023 verlängert. Bereits im März 2020 wurde der Leihvertrag wieder aufgelöst. In der Saison 2020/21 gelang ihm nach und nach der Durchbruch, als er als linker oder rechter Außenverteidiger eingesetzt wurde und in 29 seiner 32 Partien im Ligaalltag in der Startelf stand. Genau wie in der Saison zuvor qualifizierte sich der FC Brentford für die Play-offs um den Aufstieg in die Premier League und erreichte dort das Finale, wo der Londoner Stadtteilverein mit 2:0 gegen Swansea City gewann und somit in die höchste englische Spielklasse aufstieg. Dabei gehörte Mads Bech Sørensen in den Play-off-Spielen nicht zum Kader.
Im September 2022 wurde der Däne für eine Saison an den OGC Nizza ausgeliehen. Die Leihe wurde im Januar 2023 vorzeitig beendet, ohne Pflichtspielminuten in Nizza erhalten zu haben. Es folgte eine Leihe bis Ende der Saison 2022/23 zum FC Groningen.
Anfang September 2023 wechselte Bech Sørensen zum FC Midtjylland.

### Nationalmannschaft
Mads Bech Sørensen ist dänischer Juniorennationalspieler. Am 1. September 2016 debütierte er in der dänischen U18-Nationalmannschaft, als er im Freundschaftsspiel in Gendt gegen die Niederlande, welches mit einem torlosen Unentschieden endete, eingesetzt wurde. Sein siebtes und letztes Spiel für diese Altersklasse war ein 5:2-Sieg am 11. Juni 2017 im Testspiel in Herfølge gegen Griechenland. Bereits am 19. Januar 2017 absolvierte Bech Sørensen sein Debüt für die U19-Nationalmannschaft Dänemarks beim 6:0-Sieg in Agia Napa in einem Testspiel gegen die Altersgenossen von Zypern. Bis zum 25. April 2018, wo ein 2:2 in Kopenhagen in einem Freundschaftsspiel gegen Deutschland folgte, spielte er in 13 Partien, fünf davon wurden im Rahmen der EM-Qualifikation. Zwischen Oktober 2019 und März 2021 war Mads Bech Sørensen U21-Nationalspieler der Skandinavier.

## Erfolge und Auszeichnungen
FC Midtjylland
- Dänischer Meister: 2024